# Agelanthus rondensis
Agelanthus rondensis é uma espécie de planta hemiparasita da família Loranthaceae. É endémica da Tanzânia.
Esta espécie foi encontrada apenas no planalto de Rondo, na Tanzânia, onde a ameaça é de conversão de habitat para a agricultura.<ref name="iucn status 18 November 2021/"> Há um declínio contínuo na extensão e qualidade do habitat. Esta espécie não é vista desde a sua descoberta em 1903, no que é uma região bem pesquisada. Assim, possivelmente está extinta.
Nenhuma informação está disponível sobre o habitat ou preferência do hospedeiro.